# 大傑拉日尼亞
50°36′3″N 27°16′25″E / 50.60083°N 27.27361°E
大傑拉日尼亞（烏克蘭語：Велика Деражня），是烏克蘭北部的村莊，隸屬日托米爾州的茲維亞赫爾區。該村面積1.28平方公里，海拔高度210米，2001年人口378。